# Elizabeth Jane Gardner

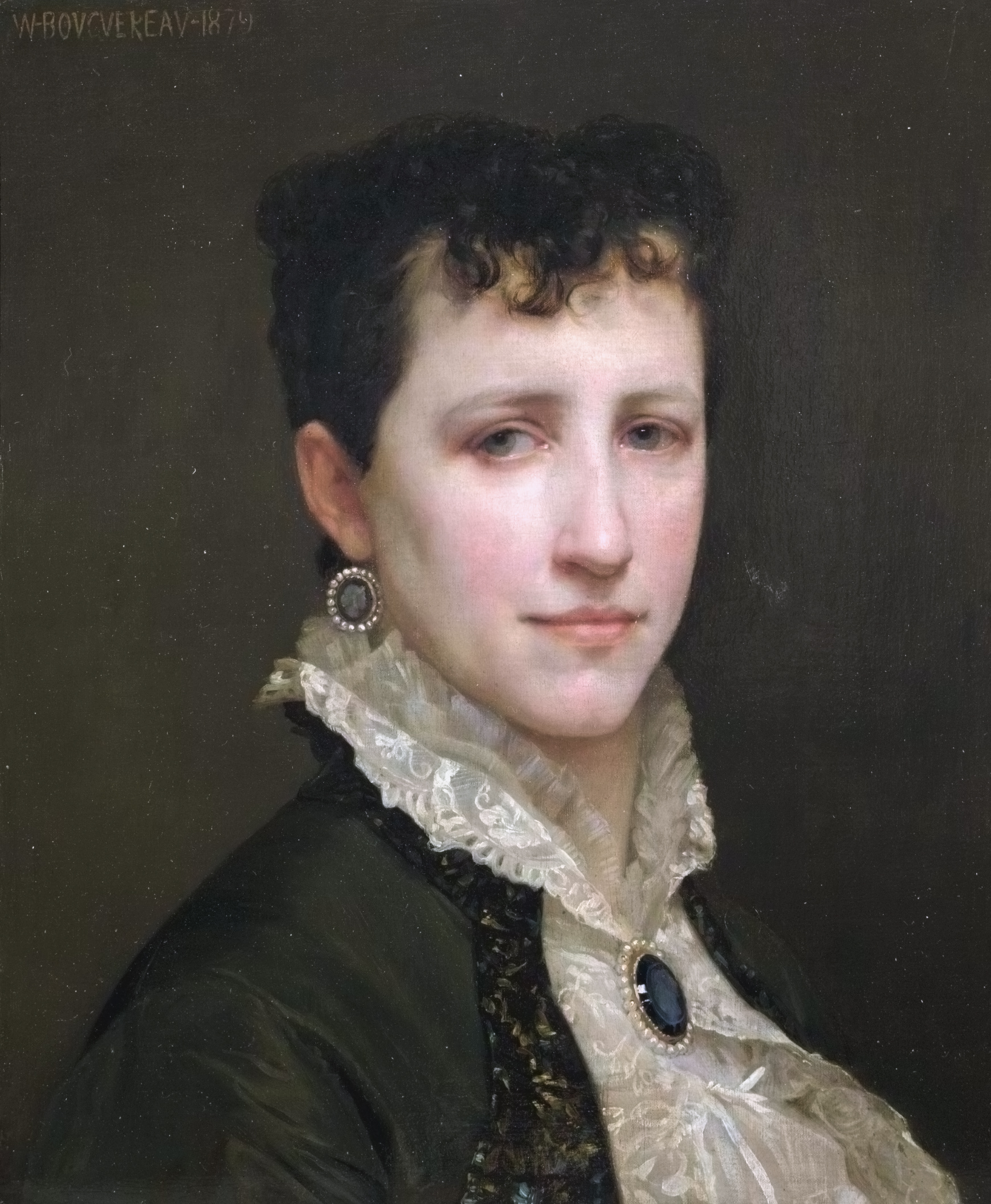
Porträtt från 1879, målat av hennes make William Bouguereau

Elizabeth Jane Gardner, född den 4 oktober 1837 i Exeter i New Hampshire, död den 28 januari 1922 i Paris, var en amerikansk konstnär.

## Biografi
Elizabeth Jane Gardner var ett av fyra barn till föräldrar som arbetade med försäljning. Hon studerade vid en flickskola i sin hemstad och senare språk och konst vid Lasell Female Seminary, från vilken hon tog examen år 1856. Därefter undervisade hon i franska vid Worcester School of Design and Fine Arts. Ekonomin gick dock dåligt och ett inbördeskrig bröt ut, så hon reste till Paris 1864 för att studera konst. Till en början ägnade hon sin tid i Paris åt att göra kopior av verk från Louvren, men framåt vintern samma år påbörjade hon formella konststudier. Som kvinna hade hon dock inte lika lätt att hitta lärare, och hon studerade därför hos en mindre känd fransk målare vid namn Jean-Baptiste-Ange Tissier. År 1865 deltog hon i ett kvinnligt kooperativ av konstnärer där de hyrde in sina egna modeller, men ett år därefter hade hon fortfarande inte nått någon framgång och kommissionerade fortfarande ut kopior av välkända verk för att tjäna pengar. Hon var dock fast besluten i att sikta mot att bli en välkänd konstnär.
År 1868 blev två av hennes målningar antagna till Parissalongen, och därefter började hennes popularitet att stiga. Hon studerade hos Hughes Merle, en fransk figurmålare som var en vän till hennes framtida make William Bouguereau.
Under många år deltog hon i konstutbildningar som bara var tillåtna för män. Hon hade kortklippt hår och klädde sig som man för att smälta in i grupperna, och omkring 1880, sexton år efter att hon kom till Paris, hade hon börjat tjäna tillräckligt med pengar på sitt måleri för att leva ett bra liv och betala tillbaka gamla skulder.
Elizabeth Jane Gardner etablerade goda kontakter med konsthandlare, såsom Albert Goupil. Hon etablerade en gynnsam kontakt med den amerikanska ambassaden och hade flera kontakter i USA som ställde ut och sålde hennes verk. Hon skrev även artiklar om Paris i amerikanska nyhetstidningar, såsom Boston Traveller, The Cincinnati Daily Gazette och The Exeter Newsletter.
År 1879 vann hon ett hedersomnämnande vid Parissalongen, och fick årligen visa upp målningar där utan att verken i fråga behövde godkännas av en jury först. Hon fick ingen medalj, men ett hedersomnämnande var ett pris i sig ändå – och förutom hon var det bara en annan kvinna som hade fått ett pris för sina konstverk vid Parissalongen. Samma år började hon studera hos William Bouguereau, som hon också förlovade sig med. Hon tros ha känt William sedan länge, men han nämns inte i hennes brev innan 8 juni 1879, då hon omnämnde honom som sin partner. Hon var förlovad med William till hans mors död 17 år senare, då de gifte sig.
Elizabeth Jane Gardners giftermål med Bouguereau gjorde till viss del att hennes åstadkommanden som konstnär överskuggades till förmån för giftermålet med den kände konstnären. Dessutom föll hennes konstverk i glömska under den impressionistiska perioden, på samma sätt som hennes mans konstverk gjorde.
I mitten av 1880-talet kunde hennes målningar säljas för så mycket som 1600 amerikanska dollar per målning, vilket i dag motsvarar omkring 390 000 svenska kronor. År 1889 mottog hon en bronsmedalj vid Salongen.
Gardner skickade ett av sina mest framstående verk till sin konsthögskola i USA och ett annat verk till Robinson Seminary i sin hemstad. Hon återvände dock aldrig själv till USA, och efter sin makes död fortsatte hon att bo i samma bostad och måla. År 1910 blev hon intervjuad, och intervjuaren frågade efter en respons på påståendet att hennes målningar blivit väldigt snarlika hennes avlidne makes. Hennes svar på det var att hon "hellre skulle vara känd som den bästa imitatören av Bouguereau än ingen alls". Svaret hade både att göra med hennes lojalitet till sin man, och till den akademiska målarstil som hon kämpat så länge för att lära sig.

## Konstverk
Elizabeth Jane Gardners konstverk har blandade motiv. Hon målade en stor mängd målningar med kristna motiv, men gjorde även historiska genremålningar och målningar av modeller. Hon tog in unga barnlösa flickor som fick hjälpa till med hushållet, som hon också använde som modeller i sina målningar. En av dessa flickor fick en relation till Elizabeth som liknar relationen mellan mor och dotter. Denna flicka fortsatte att hjälpa Elizabeth även efter att Elizabeth blivit partner till William Bouguereau. Flickan i fråga hette Carmella, Carmelle eller Carmen, och föddes omkring 1876. Senare blev barndomstemat ett av Elizabeths främsta, och hon målade många verk av barn. Detta intresse delade hon med sin man, och det är sannolikt att de även delade modeller till målningarna och utbytte idéer. Även om hennes stil kom att bli influerad av Williams lär även hon ha påverkat Williams stil, i synnerhet då de båda målade liknande (eller samma) motiv.

### Galleri

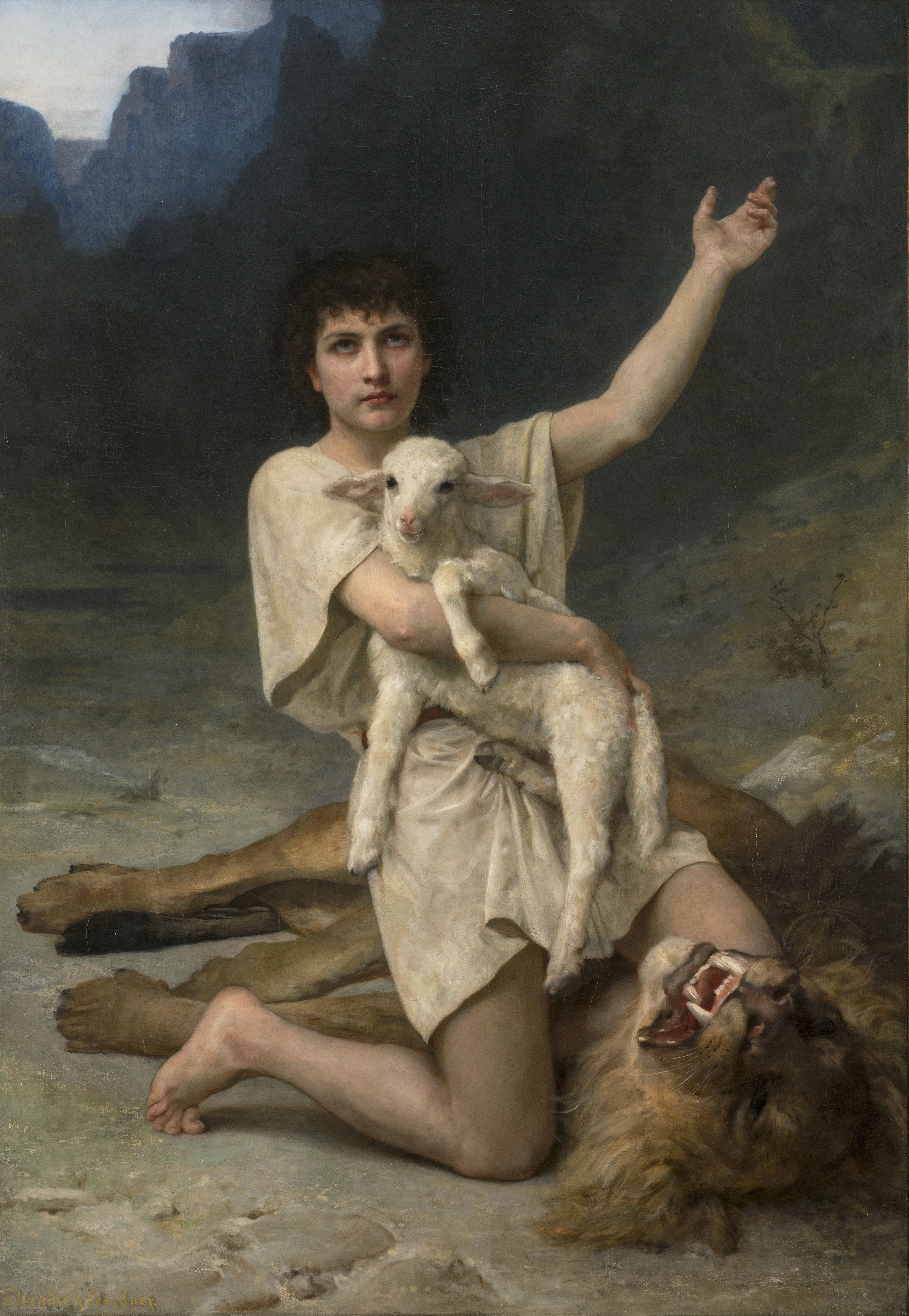
Herden David (cirka 1895)
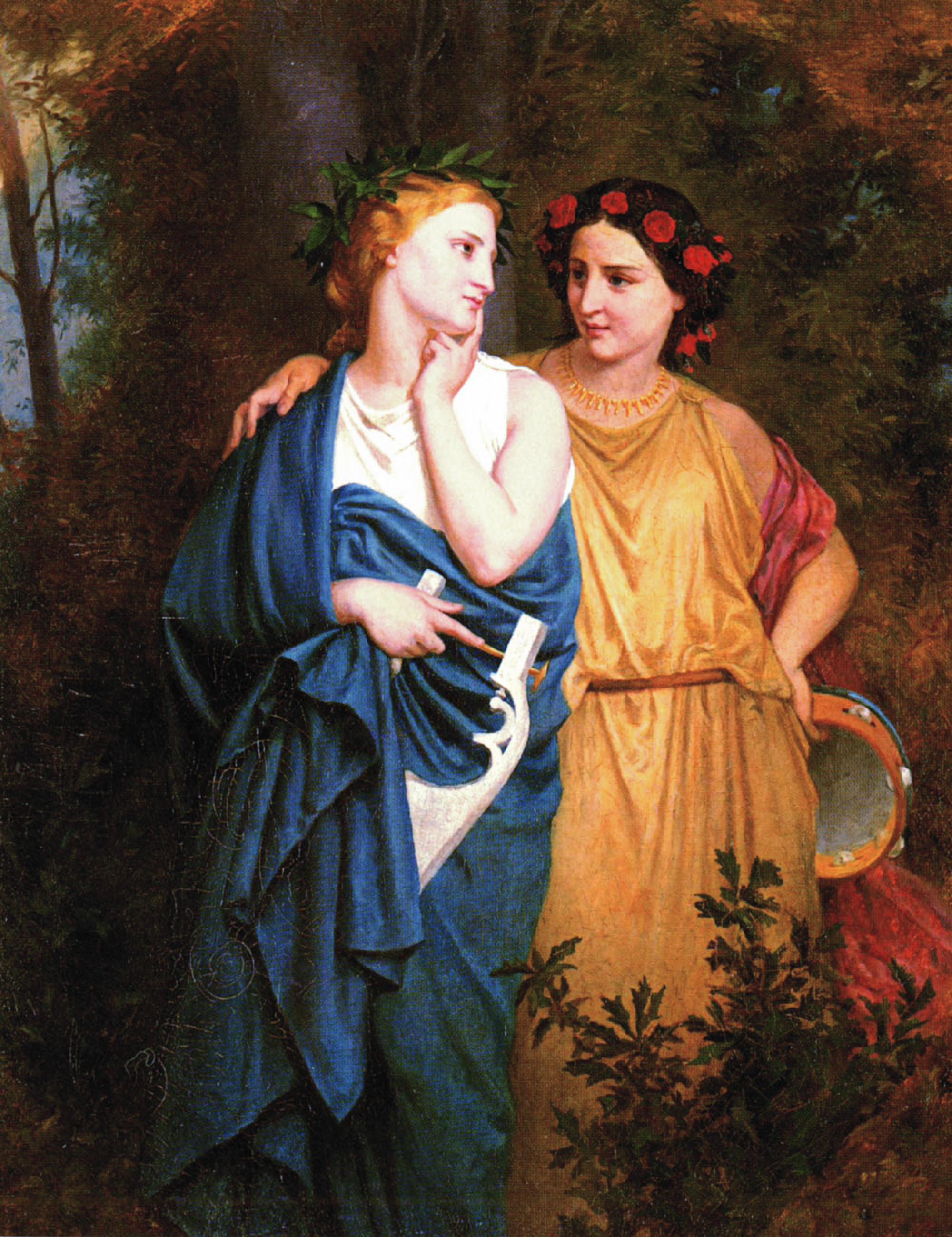
Philomena och Procne
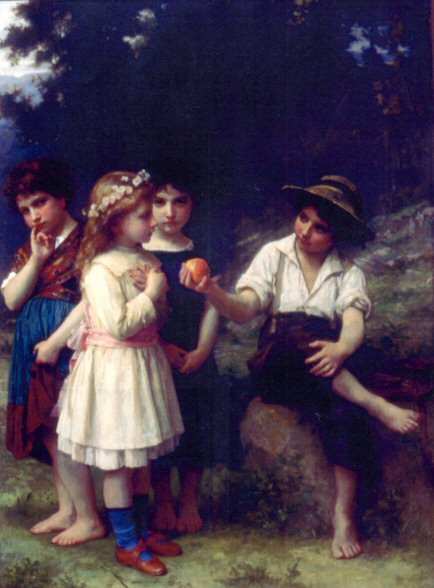
Domen av Paris (cirka 1905)
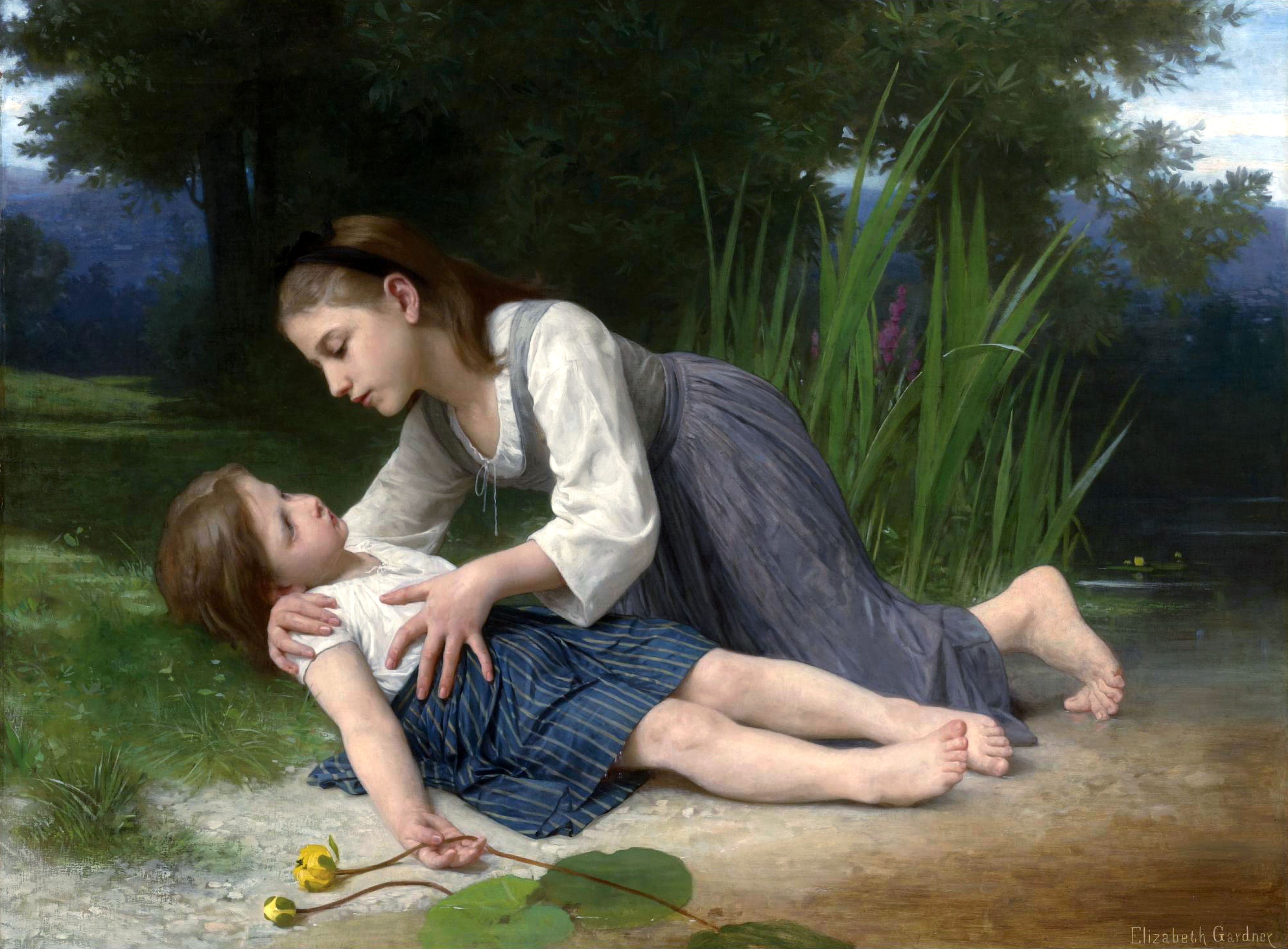
Den oförsiktige flickan (1884)
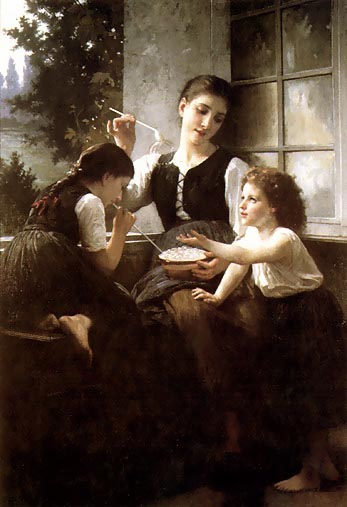
Bubblor